# ری اونز
رِی اِوِنز (انگلیسی: Ray Evans; ۴ فوریهٔ ۱۹۱۵ – ۱۵ فوریهٔ ۲۰۰۷) ترانه‌سرای یهودی‌تبار اهل ایالات متحده آمریکا بود.
از فیلم‌ها یا برنامه‌های تلویزیونی که در آن نقش داشته‌است می‌توان به سانست بلوار و بونانزا اشاره کرد.